# Koobi Fora

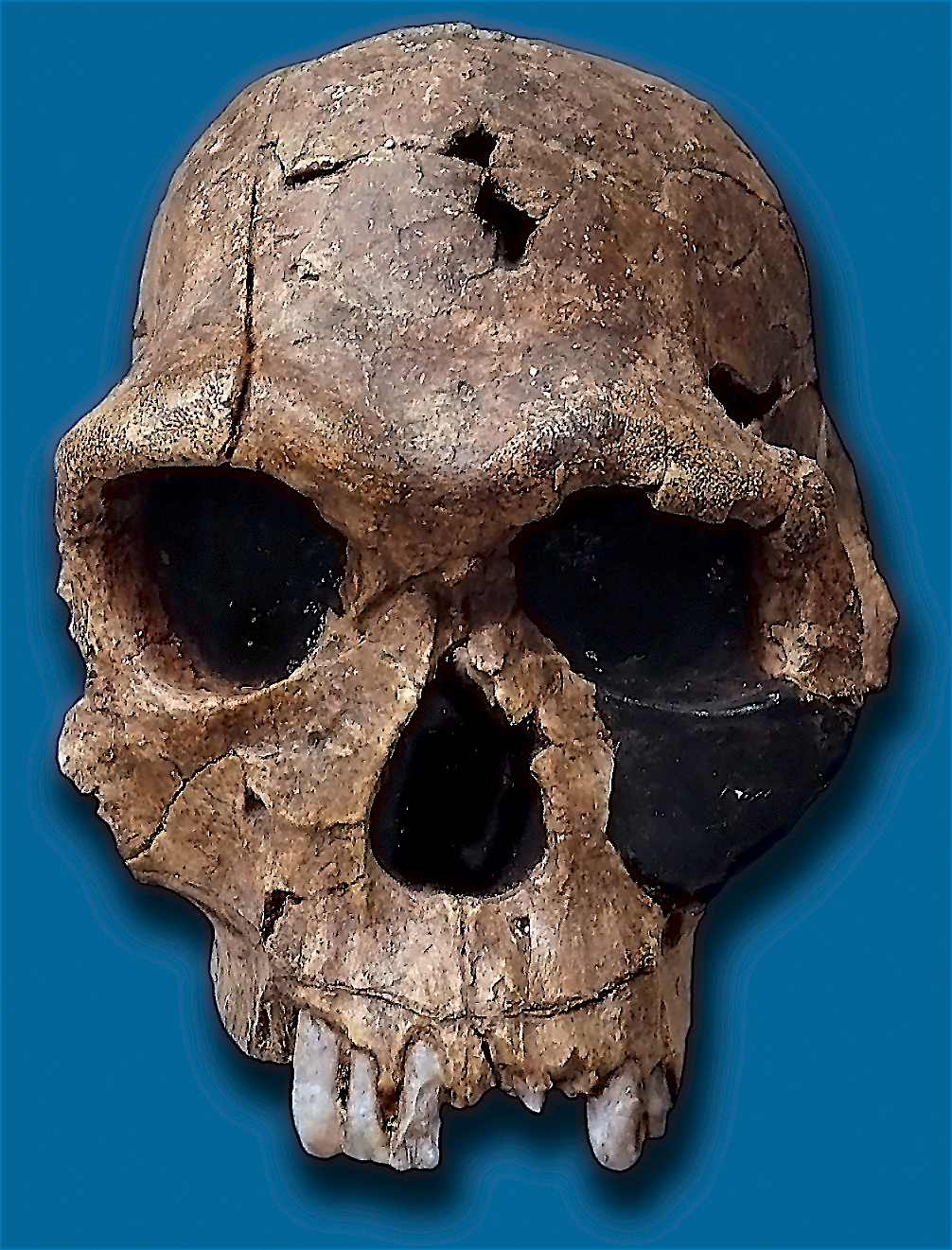
Cranio rinvenuto a Koobi Fora.

Koobi Fora è un'area archeologica situata in Kenya, che si estende per circa 1.120 chilometri quadrati nei pressi del lago Turkana.
L'area è tra le più importanti al mondo per gli studi sull'evoluzione umana, oltre che per la numerosità dei fossili ritrovati, anche per l'evidenza della compresenza, tra 1.9 e 1.2 milionidi anni fa, di diverse specie di ominidi, quali l'Homo habilis, l'Homo erectus e il Paranthropus boisei.
Il termine, inizialmente utilizzato per indicare i primi siti di scavo, indica ora un'ampia regione oggetto di molteplici campagne di scavo archeologicihe, susseguitesi nel tempo. Oggi la regione è divisa in aree di raccolta dei fossili (es. Area 102, 103, 140, ecc.); all'interno delle aree di raccolta dei fossili sono compresi i siti archeologici (ad esempio, FxJj 1, FxJj 10, ecc.) e le località paleontologiche di ominidi, che di solito prendono il nome dal numero di repertorio assegnato ai fossili ritrovati.

## Scavi
Koobi Fora fu, per così dire, scoperta dall'alto nel 1967, da Richard Leakey che ne intuì le potenzialità archeologiche sorvolando l'area su un volo di ritorno dall'estuario dell'Omo a nord del Lago Turkana. Condotta una prima escursione esplorativa nel 1968, Leakey organizzò la prima campagna di scavo sistematica dal 1969 al 1975. Koobi Fora si dimostrò rapidamente un sito estremamente produttivo, tanto che dal 1973 l'area è protetta come parte del Parco nazionale di Sibiloi.
Già nel 1969 furono rinvenuti diversi fossili di ominidi, tra cui il cranio molto ben conservato di Paranthropus boisei, repertato come KNM-ER 406 , nonché il frammento di cranio KNM-ER 407 appartenente alla stessa specie, e vari strumenti litici della cultura olduvaiana.
Nel 1971 fu scoperta la mascella inferiore di un omide, reperto KNM-ER 992, che nel 1975 fu individuato come olotipo dell'Homo ergaster, e nel 1972 fu scoperto il teschio KNM-ER 1470, che in seguito fu identificato come un olotipo di Homo rudolfensis. Nel 1973 furono scoperti due crani di Homo habilis ( reperti KNM-ER 1805 e KNM-ER 1813)e due anni dopo, nel 1975, fu la volta di una calotta cranica, repertp KNM-ER 3733, di Homo erectus, il primo fossile della specie scoperto a Koobi Fora.
Nel 2007, vicino al villaggio di Ileret, sono state scoperte circa 100 impronte fossili risalenti a 1,51-1,53 milioni di anni fa attribuite all'Homo erectus. Queste impronte scoperte dimostrano che l'Homo erectus aveva sia una struttura del piede che corrispondeva essenzialmente a quella degli esseri umani moderni, sia una locomozione eretta e bipede, comparabile a quella dell'uomo moderno.
Il sito è importante anche per i fossili faunistici che vi sono stati ritrovati; ad esempio alcuni taxa della famiglia Giraffidae originano da questi fossili.

## Descrizione
I livelli stratigrafici di Koobi Fora vengono suddivisi in due sezioni. Alla prima appartengono i sedimenti più antichi, risalenti a circa 1,8 milioni di anni fa, che contengono manufatti di fabbricazione umana, come schegge e ciotoli, del tipo Olduvaiano, associati a resti di animali (ippopotamo, gazzella, porcospino).
La seconda sezione presenta una cronologia più recente compresa tra circa 1,6 e 1,25 milioni di anni fa, e in essa sono stati ritrovati manufatti del tipo Olduvaiano, come choppers.
A Koobi Fora sono stati rinvenuti anche numerosi resti fossili umani, tra cui quelli appartenenti al più antico Homo habilis conosciuto.